# فيرغوس تيرنان
فيرغوس تيرنان (بالإنجليزية: Fergus Tiernan)‏ هو لاعب كرة قدم بريطاني في مركز الوسط، ولد في 3 يناير 1982 في Helensburgh ‏ في المملكة المتحدة. لعب مع نادي أبردين ونادي دمبرتون ونادي روس كاونتي.

## وصلات خارجية
- فيرغوس تيرنان على موقع قاعدة بيانات كرة القدم.إي يو (الإنجليزية)
- فيرغوس تيرنان على موقع Soccerbase.com (لاعب) (الإنجليزية)